# Besirin
Besirin (tiếng Ả Rập: بسيرين) là một ngôi làng Syria nằm trong Phân khu Hama của Quận Hama ở Tỉnh Hama. Theo Cục Thống kê Trung ương Syria (CBS), Besirin có dân số 4.697 người trong cuộc điều tra dân số năm 2004. Cư dân của nó chủ yếu là người Hồi giáo Sunni.